# Бей, Микки
Микки Бей (англ. Mickey Bey; род. 27 июня 1983, Кливленд, Огайо, США) — американский боксёр-профессионал, выступающий в лёгкой весовой категории. Среди профессионалов бывший чемпион мира по версии IBF (2014) в лёгком весе.

## Любительская карьера
Провёл около 250 боёв на любительском ринге.
- Полуфиналист Юношеских Олимпийских игр в 1999 и 2000 году в весовой категории до 100 фунтов.
- Второе место национального турнира 2000 года в весовой категории до 119 фунтов.
- Серебряный призёр национального турнира «Золотые Перчатки» 2000 года в весовой категории до 119 фунтов.
- Четвертьфиналист Юношеской спортивной лиги 2000 года в весовой категории до 119 фунтов.
- Четвертьфиналист Чемпионата США 2001 года в весовой категории до 119 фунтов.
- Бронзовый призёр турнира «Золотые Перчатки» 2001 года в весовой категории до 119 фунтов.
- Золотой призёр Чемпионата США 2001 года до 19 лет в весовой категории до 119 фунтов.
- Золотой призёр Спортивной Лиги 2002 года в весовой категории до 125 фунтов.
- Золотой призёр турнира «Золотые Перчатки» 2002 года в весовой категории до 125 фунтов.
- Выиграл квалификационные отборочные игры 2004 года от США для Олимпийских игр. Не смог дальше выступать из-за заболевания пневмонией.

## Профессиональная карьера
Бей дебютировал на профессиональном ринге в апреле 2005 года в лёгкой весовой категории.
19 февраля 2013 года, Микки Бэй дал положительный допинг-результат на повышенный уровень тестостерона в соответствии с Атлетической комиссией штата Невада. Показатель тестостерона был превышен в 30 раз, что стало вторым по величине за всю историю штата Невада. Вторая проба выявила что результаты были превышены не в 30. а в 5 раз. Бей избежал дисквалификации, но поединок против Роберта Родригеса всё же признали несостоявшимся.
19 июля 2013 года Бэй встретился с американцем, Джоном Молиной. Бей уверенно побеждал, но неожиданно проиграл нокаутом на последней минуте последнего 10-го раунда. Микки Бей потерпел первое поражение в профессиональной карьере.
13 сентября 2014 года спорно по очкам победил мексиканца, Мигеля Васкеса и стал новым чемпионом мира по версии IBF в лёгком весе.